# Triunfos de Sagramor
Triunfos de Sagramor é um dos romances de cavalaria portugueses, pertencente ao chamado ciclo artúrico, que relata a ascensão ao trono inglês de Sagramor, sucessor do rei Artur, e as aventuras protagonizadas por diversos paladins da sua corte, especialmente o Cavalheiro das armas cristalinas.

## Impressão e autoria
O seu autor foi o comediógrafo Jorge Ferreyra de Vasconcellos (m. 1585), que a dedicou ao rei Sebastião I de Portugal. Os três últimos capítulos da obra celebram a investidura do príncipe Dom João, filho de João III de Portugal.
A obra foi publicada pela primeira vez em Coimbra, Portugal, em 1554 com o título de Livro primeiro da primeira parte dos Triunfos de Sagramor, rey de Inglaterra e Franca, em que se tratam os maravilhosos feitos dos cavaleiros da segunda Távola Redonda. Acredita-se que o impressor pôde ser João Alvares ou João de Barreira. Não é conhecido nenhum exemplar desta edição. A obra, porém, foi reimpressa numa versão abreviada na mesma cidade em 1567, como Memorial das proezas da segunda Tavola Redonda, que é o texto conhecido.

## Influências
O livro pertence ao chamado ciclo artúrico e revela a influência das obras anteriores desse ciclo, tais como O baladro do sábio Merlim, A Demanda do santo graal ou a história de Lancelote do Lago. Contudo, o autor também introduz certos elementos do Amadis de Gaula, como a personagem de Corisanda, amante de Dom Florestão, meio-irmão de Amadis, e inventa duas donzelas, Floristana de Gaula e Galorisa de Gaula, filhas extramatrimoniais respectivamente de Dom Florestão e o seu meio-irmão Galaor.

## Continuação
Em várias partes da sua obra, Ferreyra de Vasconcelos anunciou uma continuação, como era habitual nos romances de cavalaria, mas nunca foi publicada. Franco Barreto indica que o comediográfo sim chegou a escrever esta segunda parte e que era melhor que a primeira parte, mas o texto nunca foi encontrado.